# Hermann Lei
Pour les articles homonymes, voir Lei.
Herman Lei, né le 5 novembre 1972 à Berneck, est un avocat et une personnalité politique suisse, membre de l’Union démocratique du centre.

## Biographie
Son père et homonyme, membre du Parti radical-démocratique fut également politicien et membre de l'exécutif du canton de Thurgovie de 1992 à 2002.
Hermann Lei (fils) commence sa carrière politique comme élu de la commune de Frauenfeld, puis comme député cantonal thurgovien depuis 2007.
Depuis 2009, il s'est engagé contre l'extension de la libre circulation, en faveur de l'initiative populaire « Contre la construction de minarets » et contre la fixation par la Banque nationale suisse d'un taux plancher de change entre le franc suisse et l'euro.
Il est lié à l’affaire Hildebrand comme lanceur d'alerte pour avoir transmis à la presse et aux autorités politiques de son pays des données originellement soustraites illicitement par un informaticien employé de la banque Sarasin. Il est accusé par celui-ci d’avoir transgressé le devoir de réserve auquel l’astreint sa fonction,. Il est également l’objet d’une enquête pénale pour son alléguée implication conjointe dans la violation du secret bancaire,.